# Николаевский Черноостровский монастырь
Никольский Черноостровский монастырь — монастырь Калужской епархии Русской православной церкви в городе Малоярославце Калужской области.

## История
О времени основания монастыря существует две версии. Согласно одной из них, обитель основана в XIV веке князьями Оболенскими; согласно другой, они лишь построили первоначальное здание Никольского храма, а монастырь при храме возник в XVI веке.
Монастырь расположился на высоком берегу реки Лужи (приток Протвы), на вершине так называемой Особной горы, иначе называемой Чёрным Острогом. Отсюда и название монастыря (Черноострожский со временем трансформировалось в Черноостровский).
В Смутное время обитель была разорена литовцами и восстановлена лишь в 1659 году. В 1775 году монастырь упразднён по бедности.
В начале XIX века малоярославецкий купец Целибеев подал ходатайство о восстановлении монастыря, обещая финансовую помощь. На протяжении 1810-х годов он вкладывал в восстановление монастыря огромные деньги. В 1810 году построены трапезная палата и настоятельский корпус (ныне — одно из зданий келий).
Обитель сильно пострадала в 1812 году в ходе сражения за Малоярославец.
Город, служивший местом побоища, представлял зрелище совершенного разрушения. Из 200 домов уцелело лишь 20. Церкви были сожжены и ограблены; на одной из них была надпись, означавшая, что она служила конюшней генералу Гельемино. Никольский монастырь также потерпел значительно: церковь ограблена, деревянное строение выжжено; особенно же пострадали каменные въездные ворота, на фронтоне которых не задолго до неприятельского нашествия был изображен по извести лик Спасителя (нерукотворенный образ). Все вокруг него изъязвлено картечными и ружейными пулями, но ни одна из них не коснулась Божественного изображения, как бы в знамение того, что Спаситель рода человеческого обратил лицо Свое в день брани к нам, уповающим на милость Его, и сокрушал мышцы на ся уповающих..о. Леонид (Кавелин)
По личному распоряжению императора Александра I над вратами монастыря были оставлены следы французской шрапнели. Эти следы пуль и снарядов того времени сохраняются до сих пор. Написанный в 1812 году лик Христа над вратами монастыря не пострадал, хотя и был со всех сторон окружён выбоинами. В 2009 году над вратами была установлена новая икона Спасителя «Спас Нерукотворный».
В 1813 году по распоряжение Александра I началось новое восстановление Черноостровского монастыря — теперь уже как памятника событиям 1812 года. В 1813 году построено здание братских келий, в 1814-м — Корсунская церковь, в 1821-м — Святые врата с колокольней. На протяжении 1813—1839 годов был заново выстроен, а в 1843-м освящён Никольский собор (архитектор — Александр Витберг).
В 1918 году монастырь был закрыт. С 26 декабря по 8 января местная Чрезвычайная комиссия произвела здесь несколько обысков, в результате которых было конфисковано всё имущество монастыря. Настоятель монастыря, архимандрит Илия, был помещён под домашний арест и в марте 1919 года выселен из обители. До 1926 года оставался действующим только Никольский собор. В 1920-е годы в нём располагался педагогический техникум, а в здании собора — музей. После 1950 года здания бывшего монастыря были превращены в квартиры.
В 1991 году здания Николаевского Черноостровского монастыря передали Калужской епархии. Ныне это действующий монастырь.
В 1992 году в бывшем странноприимном доме Черноостровского монастыря была открыта «Малоярославецкая городская картинная галерея имени Е. А. Чернявской», где выставлены картины малоярославецких художников.
В 2005 году Черноостровский монастырь проводил реставрацию перекрытий и внутренней отделки Никольского храма. В следующем году была реставрирована (воссоздана) колокольня (архитекторы Андрей Анисимов и Владимир Шарапов).
В 2007 году установлен белокаменный резной иконостас (архитекторы Андрей Анисимов и Ольга Ермакова, художник Александр Брусов).
В 2009 году реставрированы главные ворота монастыря и установлена белокаменная водосвятная часовня (дар архитектора Андрея Анисимова детскому приюту «Отрада»), авторы — Андрей Анисимов и Наталья Бледнова, художники Александр Брусов и Анна Верди из «Товарищества реставраторов». Реставрационные работы, проведённые в монастыре с 2005 по 2009 год, выполнены специалистами из «Товарищества реставраторов» под руководством Андрея Анисимова.
При монастыре открыт детский приют «Отрада», в котором воспитываются девочки из неблагополучных семей и дети монастырских сестёр. Воспитанницы приюта обучаются в православной гимназии и в филиале Российского государственного социального университета, созданных при монастыре.
3 мая 2012 года настоятельница Свято-Никольского Черноостровского женского монастыря игумения Николая (Ильина) за большой вклад в благотворительную и общественную деятельность награждена орденом Святой великомученицы Екатерины.

## Архитектурно-планировочный облик монастырского ансамбля
Настоящий облик монастыря сформировался к середине XIX века. Входят 3 храма: Никольский собор, построенный в память победы русских войск в войне с Наполеоном, с храмом в честь Всех Святых и храм в честь Корсунской иконы Божией Матери. Собор начал строиться архимандритом Макарием (Фоминым) в 1812 г. Собор строился более 30 лет и был построен в 1843 году в настоятельство преподобного Антония Оптинского. 26 августа 1843 года был освящен его главный придел.
Высота собора 47 метров. Купол опирается на четыре колонны коринфского ордера, середина храма образует большую ротонду.
На хорах собора есть придел в честь Преображения Господня.
К собору примыкает паперть, от неё идёт лестница к нижней площадке монастыря и входу в храм Всех Святых.
Храм Всех Святых являлся монастырской усыпальницей.
В монастыре есть также храм в честь Корсунской иконы Божией Матери. Двухэтажный. На хорах — придел в честь преподобных Антония и Феодосия Печерских.
Кроме храмов в монастырском комплексе есть: трехъярусная колокольня над Святыми вратами, больничные кельи, 3 двухэтажных монашеских корпуса, странноприимница и каменная ограда с башнями.
Раньше за территорией монастыря находились 2 каменных дома, скотный и конный дворы, суконная фабрика, кирпичный завод, хлебопекарня и пруды.

## Культурное влияние
Хор приюта «Отрада» при Свято-Никольском Черноостровском монастыре широко известен в странах Европы, куда по инициативе Министерства культуры РФ ездит с выступлениями.

## Статьи и публикации
- И[еромонах]  Л[еонид  (Кавелин)]. Историческое  описание  Малоярославецкого  Черноостровского  Николаевского  общежительного  монастыря. — СПб.: Тип. Я. Трея, .1863. — С. 162.
- Из истории монастыря. Храм Покрова Пресвятой Богородицы села Карижа (1 сентября 2009). Дата обращения: 18 сентября 2019. Архивировано 16 июля 2016 года.
- Алексий Порядный, Сергий Кошманов, Владимир Матвийчук. Свято-Никольский Черноостровский женский монастырь // Калужская епархия РПЦ МП : официальный сайт. — 2018. — 1 января.
- Журавлев В. В. Политическая роль иконы Святого Николая на Никольских воротах Московского Кремля в период революции и Гражданской войны // Вестник Томского государственного университета. История. — 2022. — № 80. — С. 16–27. — doi:10.17223/19988613/80/2.